# وبستر (ایندیانا)
وبستر (به انگلیسی: Webster) یک منطقهٔ مسکونی در ایالات متحده آمریکا است که در شهرستان وین، ایندیانا واقع شده‌است. وبستر ۳۲۳ متر بالاتر از سطح دریا واقع شده‌است.